# Kazimierz Jasnoch

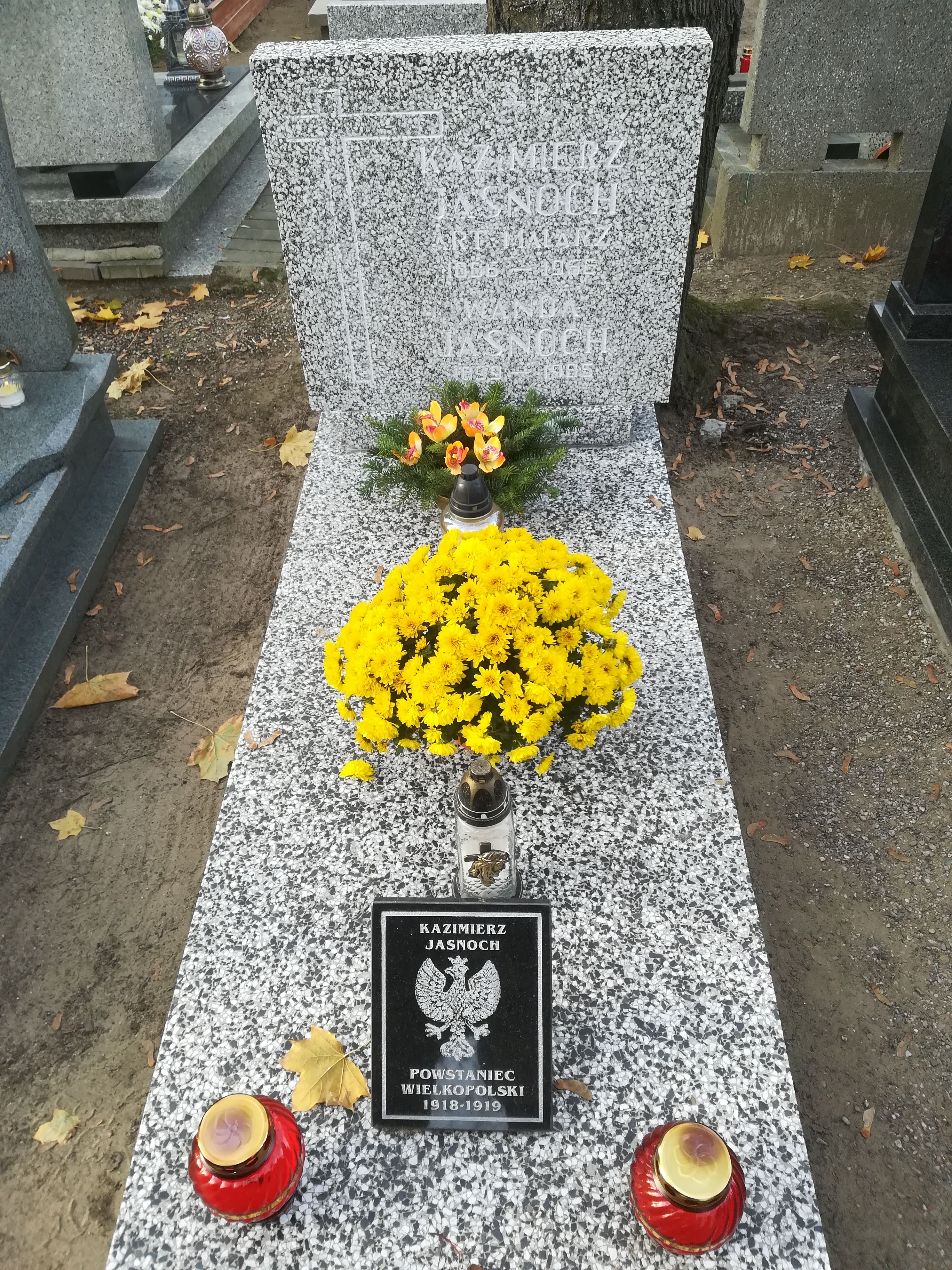
Grób na cmentarzu Górczyńskim w Poznaniu

Kazimierz Jasnoch, ps. Pomorski, Kaszuba (ur. 3 marca 1886 w Czersku, zm. 17 stycznia 1966 w Poznaniu) – kapitan łączności Wojska Polskiego, malarz, powstaniec wielkopolski i śląski.

## Życiorys
Syn Teodora i Marii z Sas-Karczyńskich. W 1897 ukończył Szkołę Podstawową w Czersku, następnie Collegium Marianum w Pelplinie. Po maturze wyjechał do Berlina. Przed I wojną światową studiował na Akademii Sztuk Pięknych w Berlinie-Charlottenburgu oraz w Paryżu.
W okresie I wojny światowej został wcielony do armii pruskiej. Był współorganizatorem (m.in. z Mieczysławem Paluchem) łączności w Armii Wielkopolskiej. Zorganizował kompanię telegraficzną Okręgu Wojskowego I w Poznaniu. Jego działalność przyczyniła się do zdobycia przez powstańców wielkopolskich stacji radiowej na Cytadeli w Poznaniu. Za jego sprawą już w pierwszych dniach powstania zabezpieczono i obsadzono polskimi urzędnikami najważniejsze urzędy pocztowe w Poznaniu. W czasie powstania wielkopolskiego dowodził kompanią na froncie południowym. W czasie wojny polsko-bolszewickiej sprawował funkcję szefa łączności 15. Dywizji Piechoty. Podczas III powstania śląskiego dowodził łącznością Naczelnej Komendy Wojsk Powstańczych. Do rezerwy przeszedł 11 listopada 1922. W 1934, jako oficer rezerwy pozostawał w ewidencji Powiatowej Komendy Uzupełnień Poznań Miasto. Posiadał przydział w rezerwie do 7 Batalionu Telegraficznego w Poznaniu. Do 1939 pełnił różne funkcje w organizacjach kombatanckich.
W 1923 ożenił się z Haliną Lange-Wnukowską.
Od 1922 do 1924 podróżował po południu Europy i Afryce. Gdy wrócił, został intendentem Wielkopolskiego Muzeum Wojskowego. Pozostawał członkiem grupy artystycznej Ogniwo. Tworzył portrety i sceny rodzajowe wzięte z realiów życia Kaszubów i inspirowane tamtejszym folklorem, podejmując również tematy historyczne, m.in. kompozycje figuralne o tematyce powstańczej w obiektach wojskowych, jak siedziba 7. Batalionu Telegraficznego na Cytadeli w Poznaniu. Pisał artykuły historyczne (m.in. oparte na własnych wspomnieniach), w tym o powstaniach, a także o kaszubskiej sztuce ludowej.
Wśród znamienitych osób, które rysował można wymienić Ignacego Paderewskiego oraz prezydenta Ignacego Mościckiego. W 1924 portret Ignacego Jana Paderewskiego jego autorstwa został wręczony kompozytorowi z okazji nadania mu doktoratu honoris causa Uniwersytetu Poznańskiego. Oprócz portretów artysta malował m.in. sceny z życia Kaszubów. W 1936 otrzymał Nagrodę Miasta Poznania za swą działalność.
W czasie kampanii wrześniowej walczył z Niemcami, a potem przedarł się do Francji, gdzie uczestniczył w tamtejszym ruchu oporu i walczył w partyzantce, co przypłacił m.in. paraliżem ręki. Po II wojnie światowej pozostał we Francji, w Polskich Siłach Zbrojnych. W 1947 powrócił do Polski, gdzie uprawiał malarstwo dekoracyjne w budynkach publicznych i kościołach (malował obrazy i wnętrza kościołów w Poznaniu, Stargardzie i Tczewie).
Pochowany na cmentarzu Górczyńskim w Poznaniu (kwatera IIIP-8-10).

## Ordery i odznaczenia
- Krzyż Niepodległości (20 lipca 1932)[8]
- Złoty Krzyż Zasługi (22 grudnia 1933)[9]
- Srebrny Krzyż Zasługi (24 grudnia 1928)[10]
- Wielkopolski Krzyż Powstańczy (4 listopada 1958)[11]